# Високи општецрквени суд Руске православне цркве
Високи општецрквени суд Руске православне цркве (рус. Высший общецерковный суд Русской православной церкви) другостепени је суд за епархијске судове у Руској православној цркви.

## Састав
Високи општецрквени суд се састоји из предсједника и најмање четири члана са архијерејским достојанством. Бира их Архијерејски сабор за четворогодишњи период. Замјеника предсједника и секретара Високог општецрквеног суда поставља патријарх из реда чланова.
Судске предмете гдје су оптужени архијереји Високи општецрквени суд разматра у пуном саставу. Све друге предмете разматра у саставу од најмање троје судија на челу са предсједником или замјеником предсједника.
Прва сједница Високог општецрквеног суда (тада под називом Општецрквени суд) одржана је 17. маја 2010. у московском Саборном храму Христа Спаситеља под предсједништвом митрополита јекатеринодарског и кубанског Исидора (Кириченка).

## Дјелокруг
По Уставу Руске православне цркве (рус. Устав Русской Православной Церкви) Високи општецрквени суд разматра у првој инстанци црквене кривице архијереја и руководилаца синодалних установа, а у другој инстанци црквене кривице свештеника, монаха и световњака подложних епархијским судовима. Нема надлежност над Украјинском православном црквом.
Општи црквеноправни акт којим се прописује устројство црквених судова је Уредба о црквеном суду Руске православне цркве (рус. Положение о церковном суде Русской Православной Церкви).
Под дјелокруг Општецрквеног суда спадају црквени преступи против вјере и Цркве, против хришћанског морала, монаха против правила о монаштву, црквено-јерархијског поретка, епископа и свештеника против својих пастирских обавеза, као и прекршаји чије разматрање затражи патријарх или Свети синод.
Одлуке Високог општецрквеног суда се извршавају тек након што их потврди патријарх и Свети синод. У случају њиховог неслагања са одлуком Високог општецрквеног суда, извршава се патријарашка и синодална одлука. У том случају коначну одлуку може донијети и суд Архијерејског сабора.